# 威寧イ族回族ミャオ族自治県
威寧イ族回族ミャオ族自治県（いねい-イぞく-かい/ホイぞく-ミャオぞくじちけん）は中華人民共和国貴州省畢節市の自治県。

## 地理
威寧県は貴州省北西部に位置し、東側を除く3面を雲南省に接している。

## 歴史
威寧県は唐代に設置された羈縻州である宝州を前身とする。元代には烏撒路（後に烏撒烏蒙宣慰司に昇格）、明代には1382年（洪武15年）に烏撒衛（後に烏撒府に昇格）が設置された。1666年（康熙5年）に威寧府と改称された。
中華民国が成立すると府制廃止に伴い1914年（民国3年）に威寧県に改められ、1954年11月に民族自治県に改編され現在に至る。

## 行政区画
下部に4街道、30鎮、4郷、1民族郷を管轄する
- 街道
  - 海辺街道、六橋街道、陝橋街道、五里崗街道
- 鎮
  - 草海鎮、塩倉鎮、炉山鎮、東風鎮、二塘鎮、猴場鎮、金鐘鎮、竜場鎮、麼站鎮、金斗鎮、麻乍鎮、黒石頭鎮、哈喇河鎮、哲覚鎮、岔河鎮、海拉鎮、双竜鎮、秀水鎮、斗古鎮、玉竜鎮、小海鎮、観風海鎮、迤那鎮、牛棚鎮、中水鎮、雪山鎮、竜街鎮、黒土河鎮、羊街鎮、兎街鎮
- 郷
  - 板底郷、大街郷、雲貴郷、石門郷
- 民族郷
  - 新発プイ族郷

## 交通

### 鉄道
- 中国鉄路総公司
  - 滬昆線

（昆明方面）- 扒挪塊駅 - 梅花山駅 - 葡萄菁駅 -（貴陽方面）
  - 内昆線

（内江方面）- 花土坡駅 - 仙水駅 - 迤那駅 - 老鍋廠駅 - 李子溝駅 - 朱嘎駅 - 草海駅 - 清水溝駅 - 金鐘駅 - 涼水井駅 - 石丫口駅 - 梅花山駅

### 道路
- 高速道路
  - 渝昆高速道路
  - 都香高速道路
  - S20 畢威高速道路
- 国道
  - G213国道
  - G326国道